# Caymanöarnas flagga
Caymanöarnas flagga är mörkblå med brittiska flaggan i översta vänstra hörnet, den så kallade Blue Ensign och Caimanöarnas vapen med vit bård till höger.
Flaggan antogs 1959 och modifierades 1999. Dessförinnan använde öarna  Storbritanniens flaggan i alla officiella sammanhang.